# Joseph-Ernest Buschmann

Joseph-Ernest Buschmann

Joseph-Ernest Buschmann (Eich, 13 september 1814 - Gent, 19 februari 1853). Was een Belgisch drukker, en oprichter van uitgeverij van J.E. Buschmann.

## Leven en Werk
Hij was de zoon van Marie-Catherine Lucie Boch en Jean-Guillaume Buschmann, koopman-handelaar in leer, in Sankt Vith.
Zijn familie ging in 1815 naar Antwerpen, waar hij les kreeg volgens de methode van het universeel onderwijs volgens Joseph Jacotot. In 1826 ging hij naar het atheneum in Luxemburg, maar na een jaar ging hij naar Parijs waar hij zijn opleiding verderzette. Om zijn studies te bekostigen gaf hij zelf ook les.
Joseph-Ernest was al op zeer jonge leeftijd geïnteresseerd in literatuur. Zo verscheen zijn eerste stuk in “Annales de l’enseignement universel” op 14-jarige leeftijd. In de periode 1829-1839 schreef hij enkele gedichten, gedichtbundels, toneelstukken, artikels, recensies en 2 boeken, namelijk “L’Ecuelle et la besace: scènes historiques du XVIième sciècle” en “Rameaux: odes, satyres et ballades”. Dit laatste boek werd gedrukt in 1839 en zou veel sensatie hebben teweeggebracht, waarschijnlijk omdat in het voorwoord de situatie van de Belgische literatuur werd besproken met zijn problemen, maar ook met mogelijke oplossingen. De onderwerpen waren romantisch, maar gaven al vrij vlug een zeer diepe indruk van weemoed; dit in tegenstelling tot de andere auteurs van deze periode, die meestal optimistischer waren.
In 1838 keerde hij terug naar Antwerpen, waar hij heel vlug in contact kwam met verschillende vooraanstaande schilders en letterkundigen, Nederlandstalige, zowel als Franstalige. In 1840 werd hij tot leraar in de geschiedenis benoemd aan de Koninklijke Academie voor Schone Kunsten en aan het Koninklijk Atheneum, te Antwerpen.
Eind 1842 stichtte hij de drukkerij J.E. Buschmann op de Ossenmarkt 1182, te Antwerpen. Het motief was de vorming van een Belgische literatuur, gebaseerd op de tweetaligheid, eigen aan België. Joseph-Ernest was eerst en vooral schrijver, maar ook dichter en schilder. Deze esthetica werd weerspiegeld in zijn drukwerk. Zowel zijn boekillustraties als zijn typografie tonen dit aan.
Tot zijn vrienden voor wie hij als uitgever-drukker werkte, behoorden de schilders Hendrik Leys, Gustave Wappers, Nicaise de Keyser, Edouard Hamman en Joseph Lies; de letterkundigen Hendrik Conscience, kanunnik David, stichter van het Davidsfonds, Théodore Juste, Felix Bogaerts en Frans Hendrik Mertens; de dichters Jan Theodoor van Rijswijck en Jan Van Beers. Waarschijnlijk zagen ze elkaar geregeld in ‘Het Zwarte Paard’, een kroeg op de Paardengracht (huidige Prinsesstraat) of in ‘De Faem’, ook dé ontmoetingsplaats van de Antwerpse, romantische kunstenaars. Gustaaf, broer van Joseph-Ernest, verbleef ook in deze kunstenaarskringen, vermits hij schilder was. Doel van dit Antwerps groepje was de erkenning van de Vlaamse taal en de opbouw van een Belgische literatuur. Ze waren allen pioniers voor wie het Vlaamse ideaal en de Vlaamse heropstanding een einddoel betekende.
Op 21 februari 1843 huwde Joseph-Ernest met Mejuffrouw Emilie Van Haren, zuster van de vrouw van Baron Leys. Uit zijn huwelijk ontsproten drie kinderen: Marie-Lucie (° 1844), Paul-Guillaume (° 1846) en Gustave-Henri (° 1847), van wie Henri Leys de peter was.
In 1850 werd Joseph-Ernest geïnterneerd in een gezondheidstehuis te Gent. De dokters verklaarden: “Il négligeait pour ainsi dire ses affaires pour ne s’occuper uniquement que de photographie, étude à laquelle il se livrait avec passion”. De oorzaak van deze manie zou een uitzonderlijke, vroegrijpe intelligentie geweest zijn. Joseph-Ernest Buschmann overleed in Gent op 19 februari 1853, op 38-jarige leeftijd.

## Verwanten
| Relatie    | Naam                     | Datering  |
| ---------- | ------------------------ | --------- |
| Vader      | Jean-Guillaume Buschmann | 1789-1855 |
| Moeder     | Lucie Boch               | 1789-1885 |
| Broer      | Gustave Buschmann        | 1818-1852 |
| Echtgenote | Emilie Van Haren         | 1826-1890 |
| Zoon       | Paul Buschmann senior    | 1846-1909 |
| Zoon       | Gustave Buschmann        | 1847-1935 |
| Dochter    | Marie-Lucie Buschmann    | 1844-1888 |

## Opleiding en loopbaan

### Opleiding
| Datering | Opleiding                                                   | Plaats                           |
| -------- | ----------------------------------------------------------- | -------------------------------- |
| 1827     | Methode van het universeel onderwijs volgens Joseph Jacotot | Luxemburg, Athénée de Luxembourg |
| 1829     | Methode van het universeel onderwijs volgens Joseph Jacotot | Parijs, rue Louis Grand, 25      |

### Loopbaan
| Datering  | Beroep                                          | Werkplaats                                                                 |
| --------- | ----------------------------------------------- | -------------------------------------------------------------------------- |
| 1832      | Leraar in Franse letterkunde                    | Parijs, Lycée National de France                                           |
| 1837-1838 | Schrijver, dichter                              | Parijs, Antwerpen                                                          |
| 1837      | Spoorwegklerk                                   | Antwerpen                                                                  |
| 1840      | Leraar geschiedenis, oudheidkunde en literatuur | Antwerpen, Koninklijke Academie voor Schone Kunsten en Koninklijk Atheneum |
| 1842      | Drukker en uitgever                             | Antwerpen, Ossenmarkt 1182                                                 |

## Functies en engagementen
| Datering | Functie                    | Naam                                                                                      |
| -------- | -------------------------- | ----------------------------------------------------------------------------------------- |
| 1840     | Lid                        | Société Libre d’Emulation de Liège pour l’Encouragement des Lettres, Sciences et des Arts |
| 1842     | Lid                        | Koninklijke Maetschappij ter aanmoediging der Schoonen Kunsten te Antwerpen               |
| 1843     | Lid                        | Académie d’Archéologie de Belgique                                                        |
| 1846     | Lid                        | Académie royale des sciences, des lettres et des beaux arts de Belgique                   |
| 1848     | Erelid                     | Cercle artistique et littéraire de Bruxelles                                              |
| 1848     | Lid van de Raad van Beheer | Koninklijke Academie voor Schone Kunsten                                                  |